# 海軍府
海軍府（法語：Hôtel de la Marine）是位於法國首都巴黎第八區協和廣場上的一座建築，海軍府由皇家建築師安傑-雅克·加布里埃爾（法語：Ange-Jacques Gabriel）設計興建，最初名為路易十五廣場。最初是皇家動國民警衛隊 （法語：Garde nationale mobile）的所在地，以及皇室家具保管處，負責管理所有皇家的家具。在法國大革命之後，這裡成為法國海軍司令部直到2015年。
2015年至2021年之間進行了全面翻修。現在海軍府成為一個博物館，展示品多是出自於路易十五皇室家具保管部門（法語：Garde-Meuble de la Couronne）的管理人馬克-安托萬·蒂埃里（法語：Marc-Antoine Thierry de Ville-d'Avray）,當初所完善存放的皇室家具，以及後來法國海軍司令部時期的辦公室。還有一個專屬的空間展示阿勒薩尼精選展，當中的展示品是前卡達王儲哈馬德·本·阿卜杜拉·阿勒薩尼（Hamad bin Abdullah Al Thani；حمد بن عبد الله آل ثاني）的私人收藏品，根據與法國文化部國家古蹟中心的協議，這些私人收藏品將在海軍展覽為期二十年。

## 歷史沿革
協和廣場當初創建於1748年，目的是放置路易十五騎馬雕像的所在地，這座雕像的設立目的，是為了慶祝國王從重病中康復。這裡位於杜樂麗宮花園大門和香榭麗舍大道之間，這個地方的建設時間，還早於鄰近的里沃利路（法語：Rue de Rivoli）、皇家路 (法語：Rue Royale)和塞納河的橋樑。
路易十五想要在這裡建設一個建築物，於是將皇室擁有的絕大部分土地捐出準備建設，皇室進行了一個競圖比賽，一共有19個不同的建築提案前來參與，不過沒有任何一個提案被皇帝接受。取而代之的結果，路易十五指派他的皇家第一建築師：安傑-雅克·加布里埃爾，接下國王的命令，重新彙整路易十五想要的理想，並且借鑒了熱爾曼·博夫朗（法語：Germain Boffrand）、皮埃爾·康當·德伊維（法語：Pierre Contant d'Ivry）等建築師的建議，還有受到克勞德·佩羅（法語：Claude Perrault）設計的盧浮宮廊柱的啟發，因此新的設計案終於在1755年12月，獲得國王批准，並於 1758 年開始施工。
落成後的建築東宮，設立皇家家具儲藏部門，剛開始只佔用建築物的一部分，後來於1767年接管整棟建築物。原先該機構只負責選擇、購買和保存國王的家具，後來也兼具存放皇室的各種收藏品：武器、盔甲、外交禮物、織物、掛飾、壁毯、花瓶、瓷器、青銅器、炊具和床單等等，最後連法國王冠的鑽石，以及國王和王室的私人珠寶，都存放在這個建築當中。

### 成立博物館
皇室家具儲藏部門的負責人皮埃爾-伊麗莎白·德·豐塔紐（法語：Pierre-Élisabeth de Fontanieu）對建築物進行裝修，以滿足管理部門的各種需求，他在任的時候將18世紀的裝飾藝術和室內設計方面，將最奢華、精緻和創新的精髓，全部用在裝修的過程當中，因此這棟建築的華麗程度，可以媲美當時的皇宮，因此受到皇家貴族、商人、藝術家、工匠和贊助者的推崇，當中華麗的展覽陳列室，十分受到歡迎。
1777年皮埃爾-伊麗莎白·德·豐塔紐做出一個歷史性的創舉：將皇室家具儲藏部門同時成為博物館，可以開放給一般民眾參觀，這是第一個將稀世珍品公開陳列的公眾博物館，包括三個展廳：
- 武器室（法語：Salle d'Armes）：展示了法國國王的盔甲和武器。
- 大型家具展廳（法語：Galerie des Grands Meubles）：大型櫥櫃中收藏了世界上獨一無二的織物和壁毯。
- 珠寶室：匯集了彩色寶石和水晶花瓶、銀器、外交禮物以及王室珠寶，包括鑲嵌在陳列櫃中的裝飾鑽石。

皮埃爾-伊麗莎白·德·豐塔紐因為健康因素，於1784年向國王請示退休，並於同年去世，接任者為馬克-安托萬·蒂埃里。

### 法國大革命
1789年7月13日，憤怒的民眾衝入這個建築物當中，帶走館藏的武器和兩門大砲，但管理人員拜託群眾留下更有價值的藝術品、掛毯和家具。第二天早上，就是7月14日，這兩門大砲轟向巴士底監獄，發動了法國大革命。不久之後，在同年10月，隨著革命的發展，當時的國王路易十六被迫與家人從凡爾賽宮搬到杜樂麗宮。他的一些貴重物品被轉移到了禮賓部。

### 海軍司令部的覬覦
海軍國務卿塞薩爾·亨利·德拉·盧澤恩（法語：César Henri de la Luzerne）趁著情勢大亂時，逕自將他的辦公室搬到皇室家具儲藏部門，從 1789年年底之後到2015年，這裡成為海軍司令部的所在地。在德克雷斯上將的領導下，海軍逐漸擴大了辦公室，到 1798 年，海軍佔領了整座大樓。直到2015 年，法國政府決定將所有法國軍事總部合併到一個地點，即第15區巴拉德的Hexagon。海軍最終於該年度完全撤離這座大樓。

### 特別收藏品
法國大革命之後，當時的國王和皇后受到國民議會的追剿，最終先後都上了斷頭台，而兩人的死亡證明，保存在這個大樓當中，其中皇后的正本原件遺失，但是當時的檔案管理員留有一份副本：
- 1793年1月21日，執行路易十六死刑，並時任海軍部長的加斯帕德·蒙格（法語：Gaspard Monge），在他的辦公室全程見證國王的處決，並在國王的死亡證明上簽字。

- 1793年10月24日：執行瑪麗·安東妮（lang-fr|Marie-Antoinette Josèphe Jeanne de Habsbourg-Lorraine）死刑，他的處決報告和他的死亡證明，隔日簽署。

## 藝廊

### 馬克-安托萬·蒂埃里的住所
第二任的皇室家具儲藏部門負責人，利用職務之便大量佔據了當中的空間，並且修建了奢華的各種空間，例如：接待室、辦公室、他和妻子的臥室和浴室、餐廳，一個娛樂用途的房間。

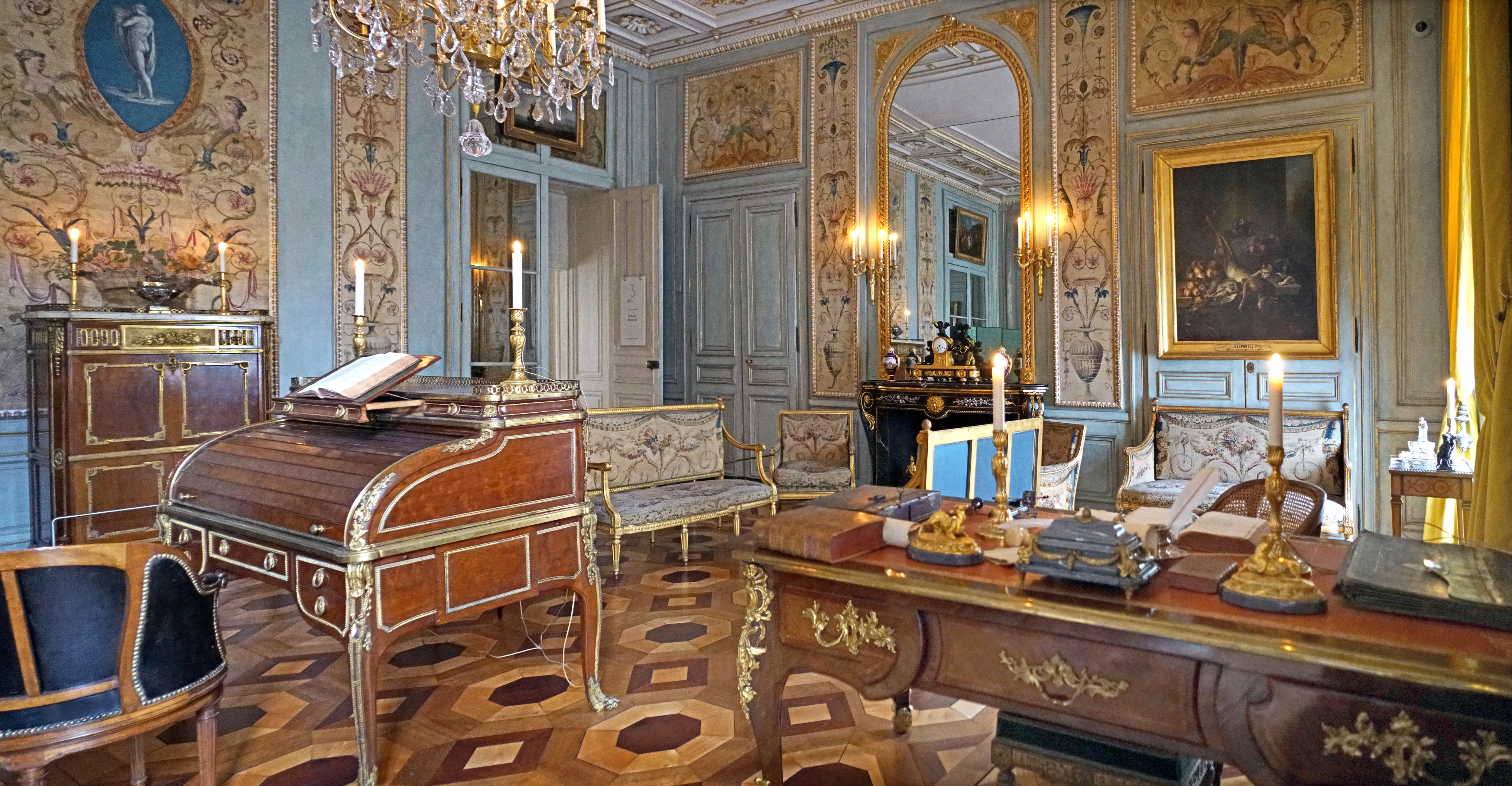
馬克-安托萬·蒂埃里的辦公室
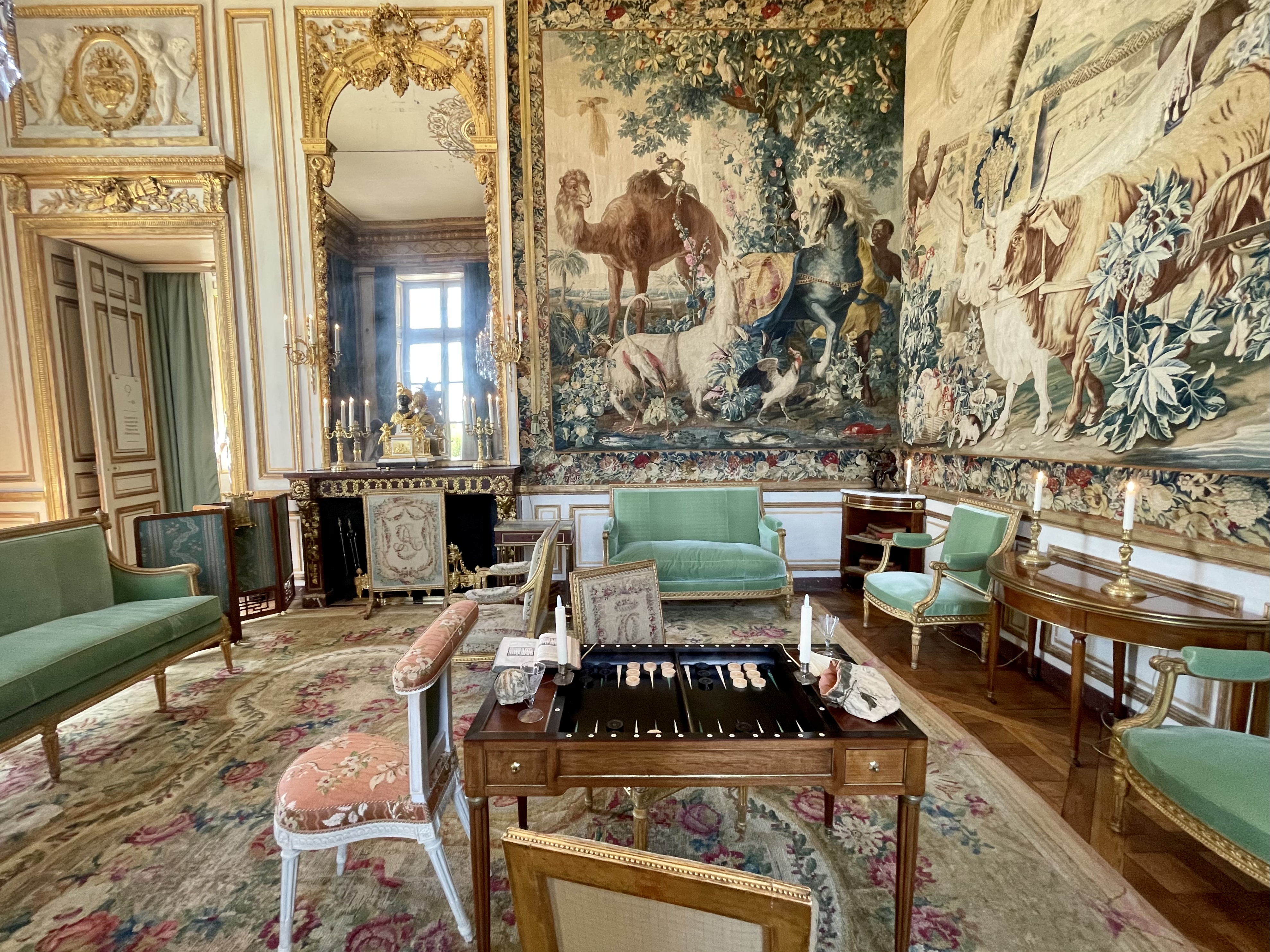
馬克-安托萬·蒂埃里的娛樂室
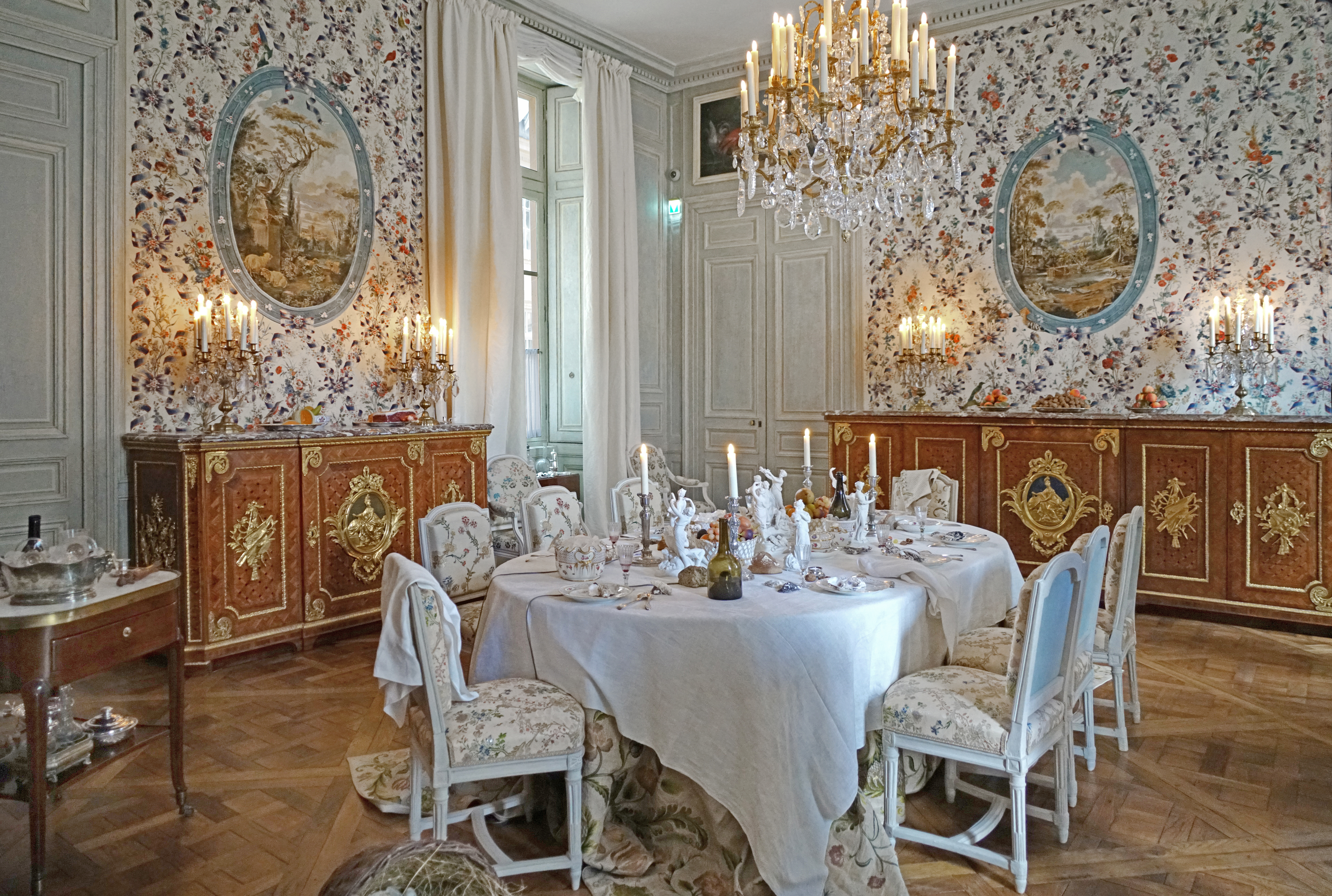
馬克-安托萬·蒂埃里的餐廳

### 海軍交誼廳

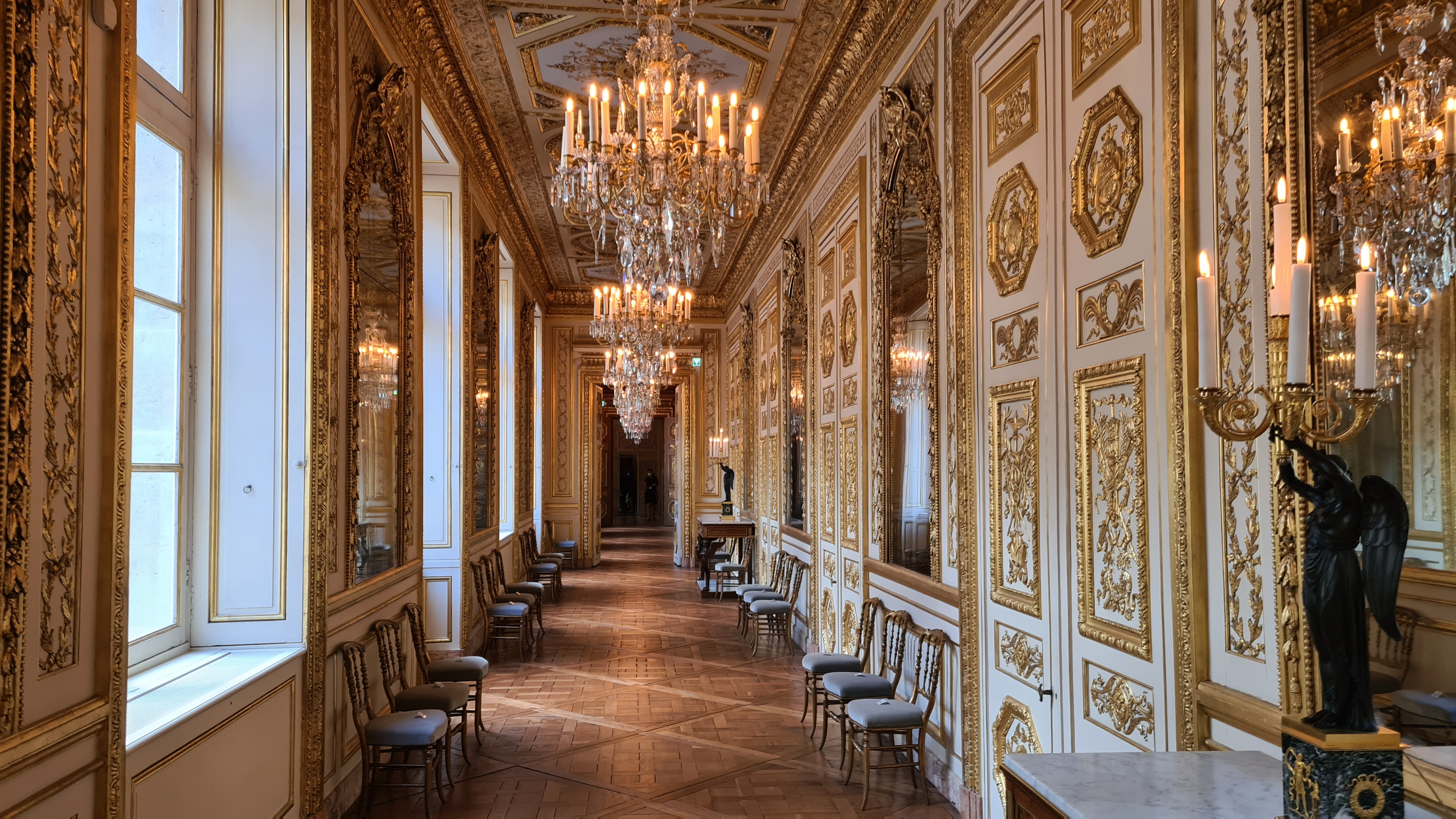
連接海軍交誼廳的鍍金走廊
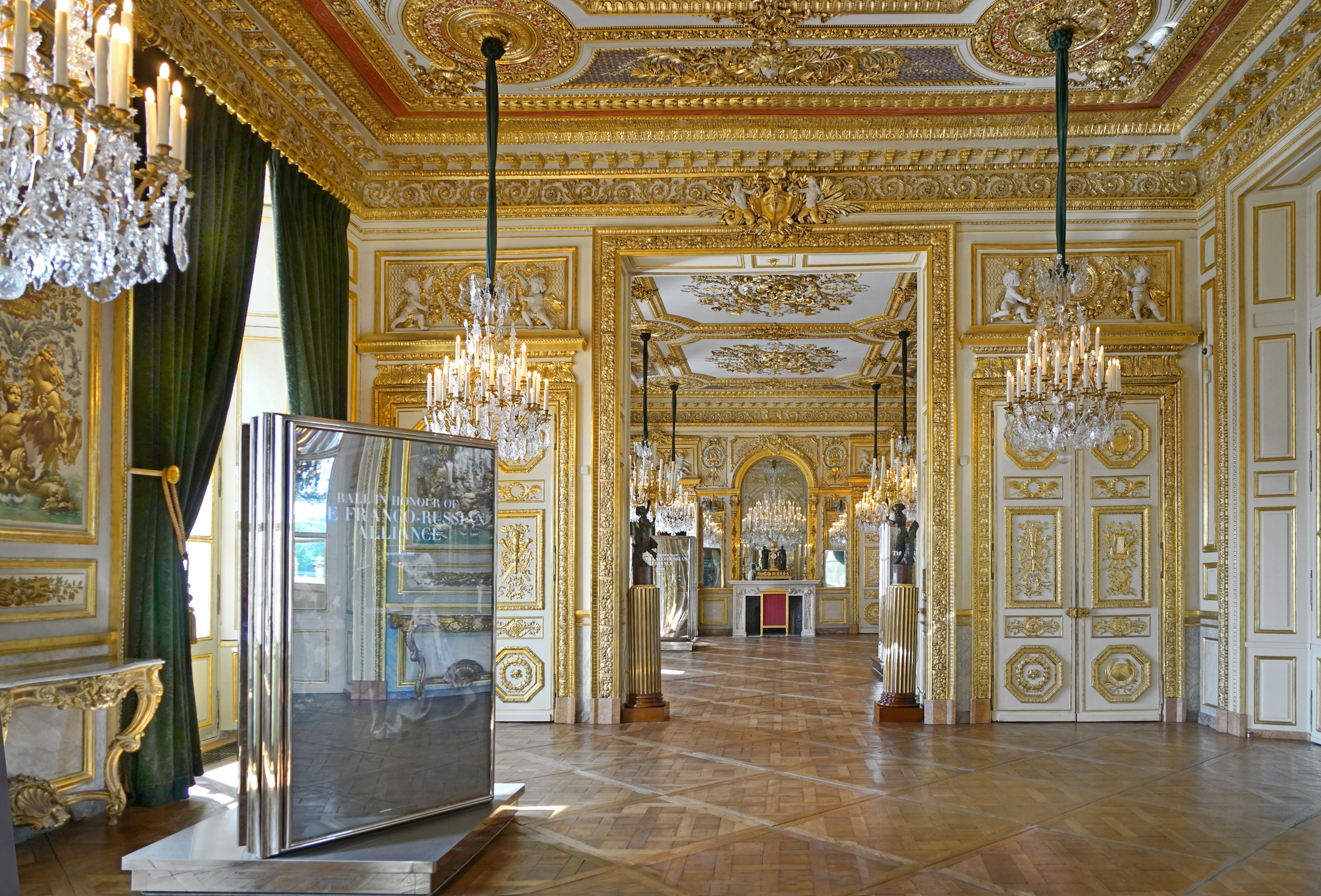
海軍上將會客室
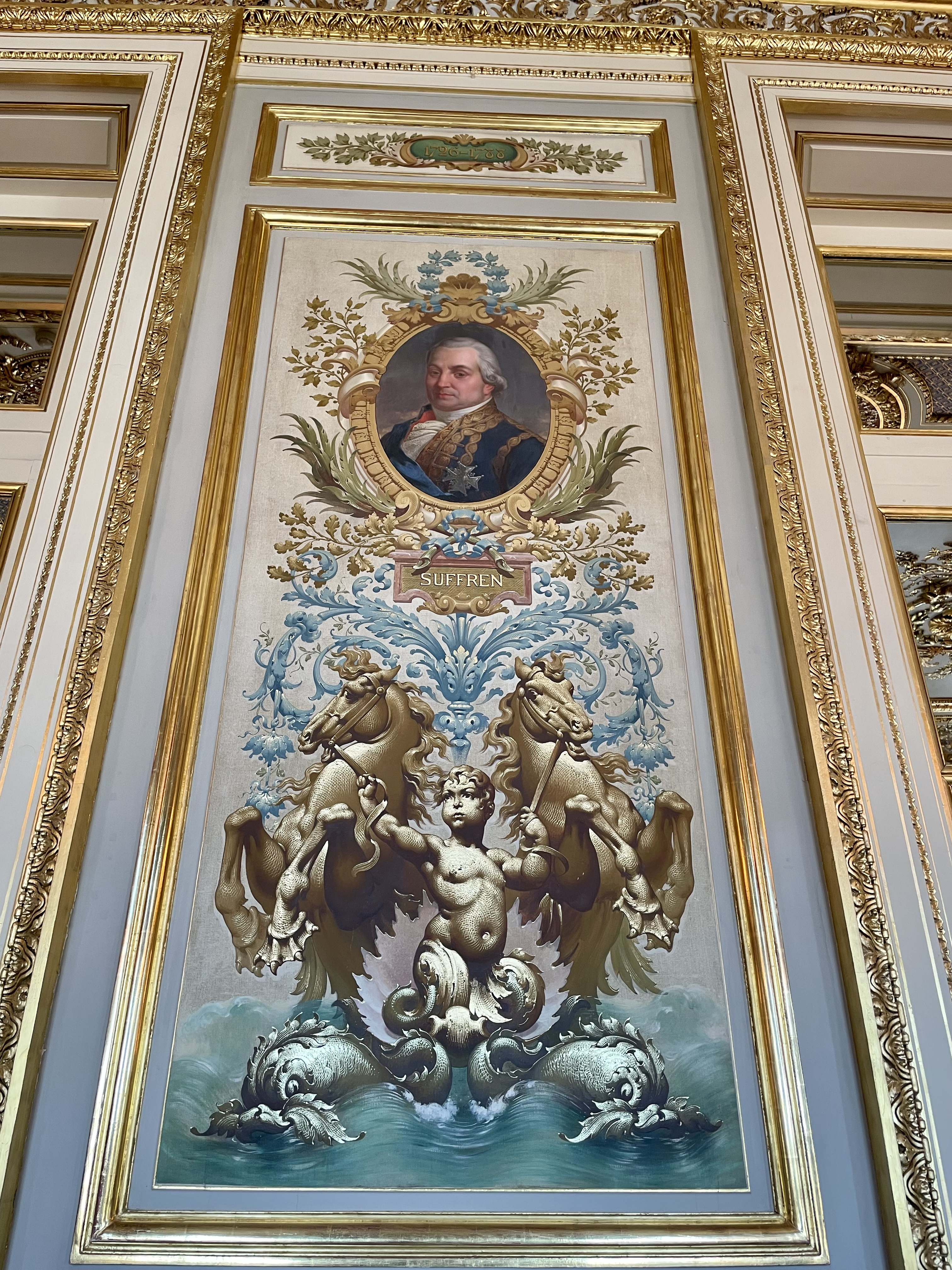
向海軍上將皮埃爾·安德烈·德·敘弗朗（法語：Pierre André de Suffren）致敬的牆壁裝飾
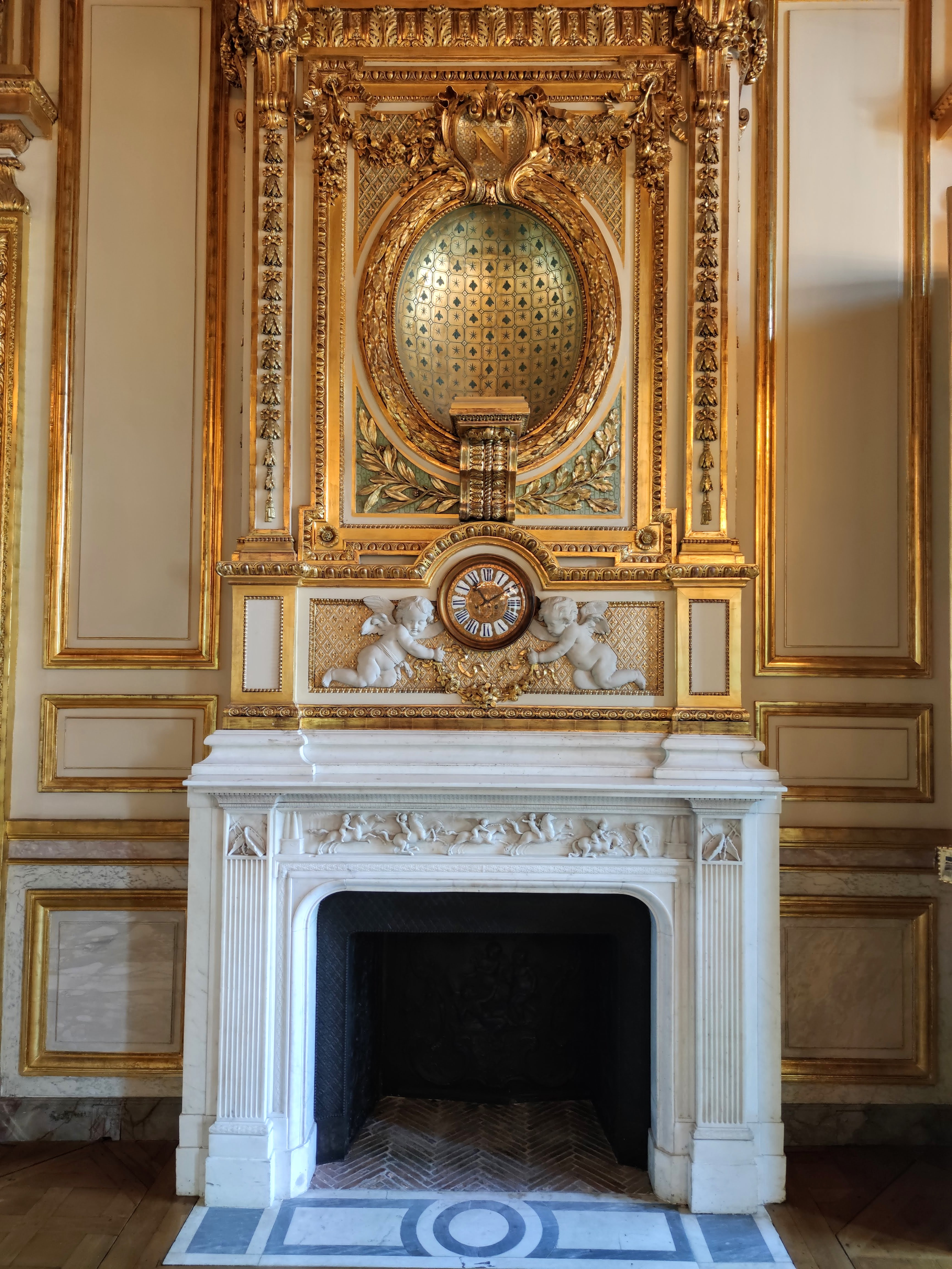
海軍上將會客室的壁爐

### 修復後的建築物
2015年海軍司令部撤離後，法國政府對大樓進行修復作業，讓整個還原到最好的狀態，再公開落成為藝術博物館。

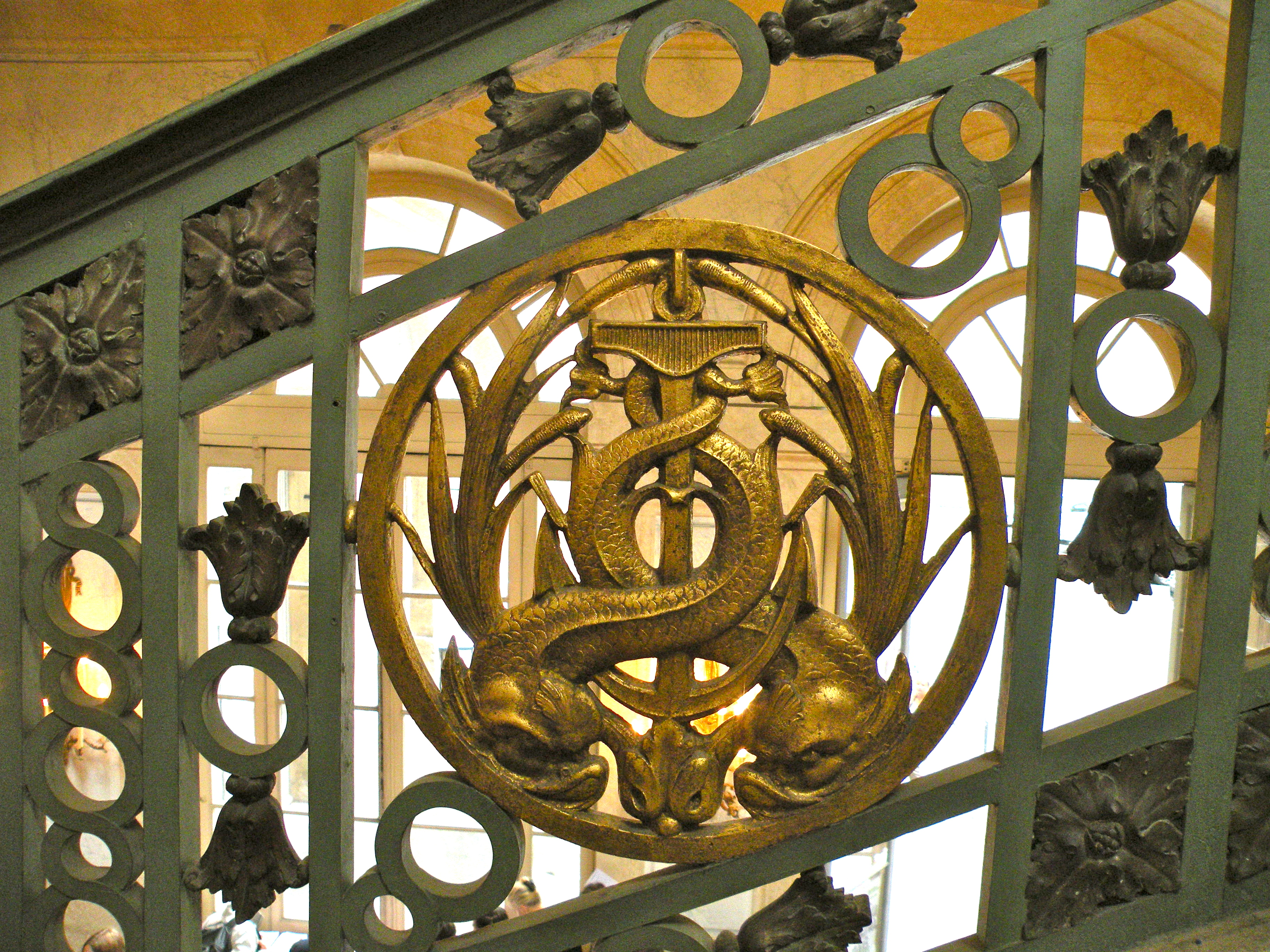
通往一樓的樓梯欄杆，以航海徽飾為主題
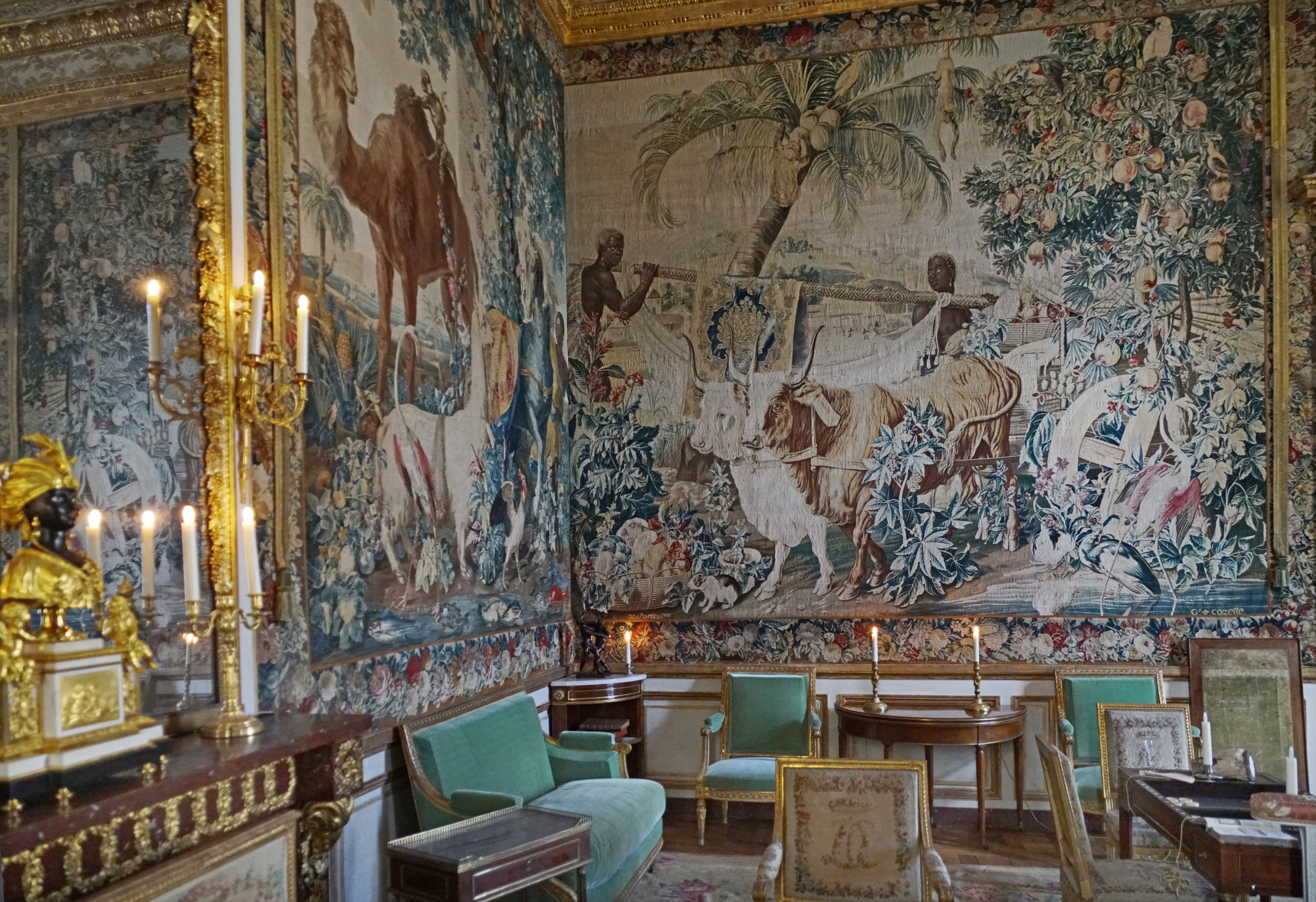
賓客接待所中的壁毯
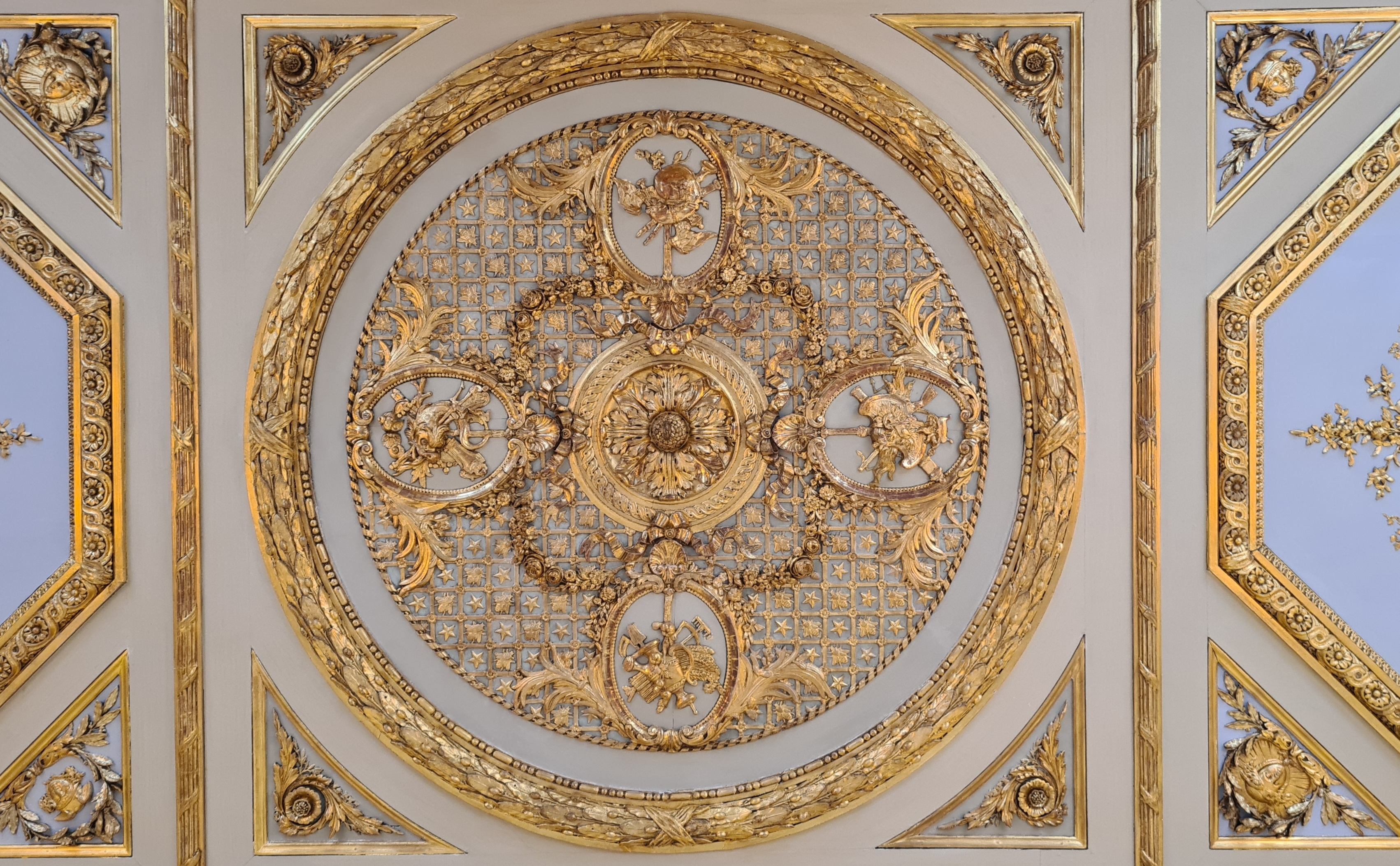
天花板裝飾細節，手工鍍金處理

### 阿勒薩尼特展
法國政府和卡達議定的結果，這個展覽將會在海軍府常設特展為期20年。

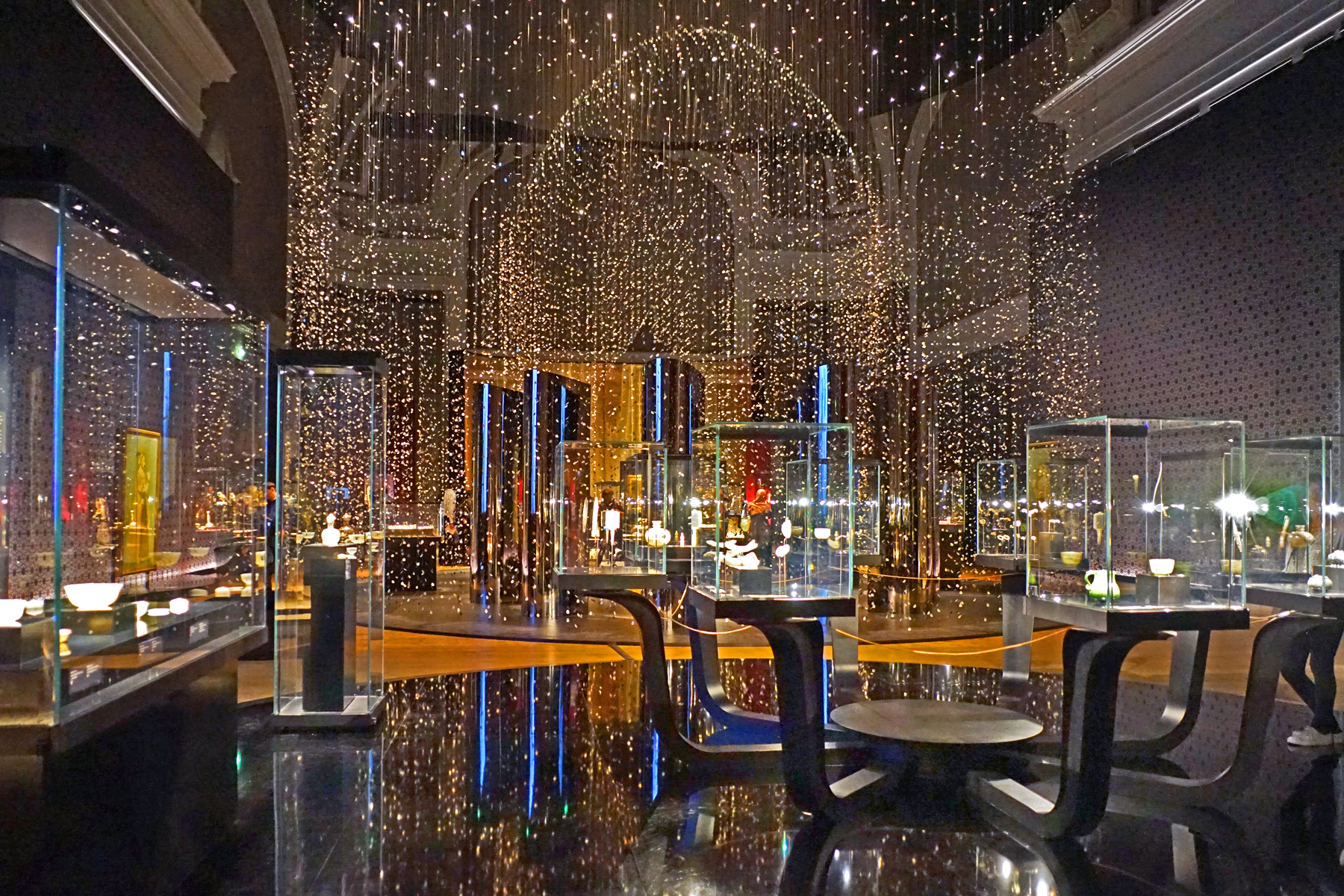
海軍府的阿勒薩尼特展
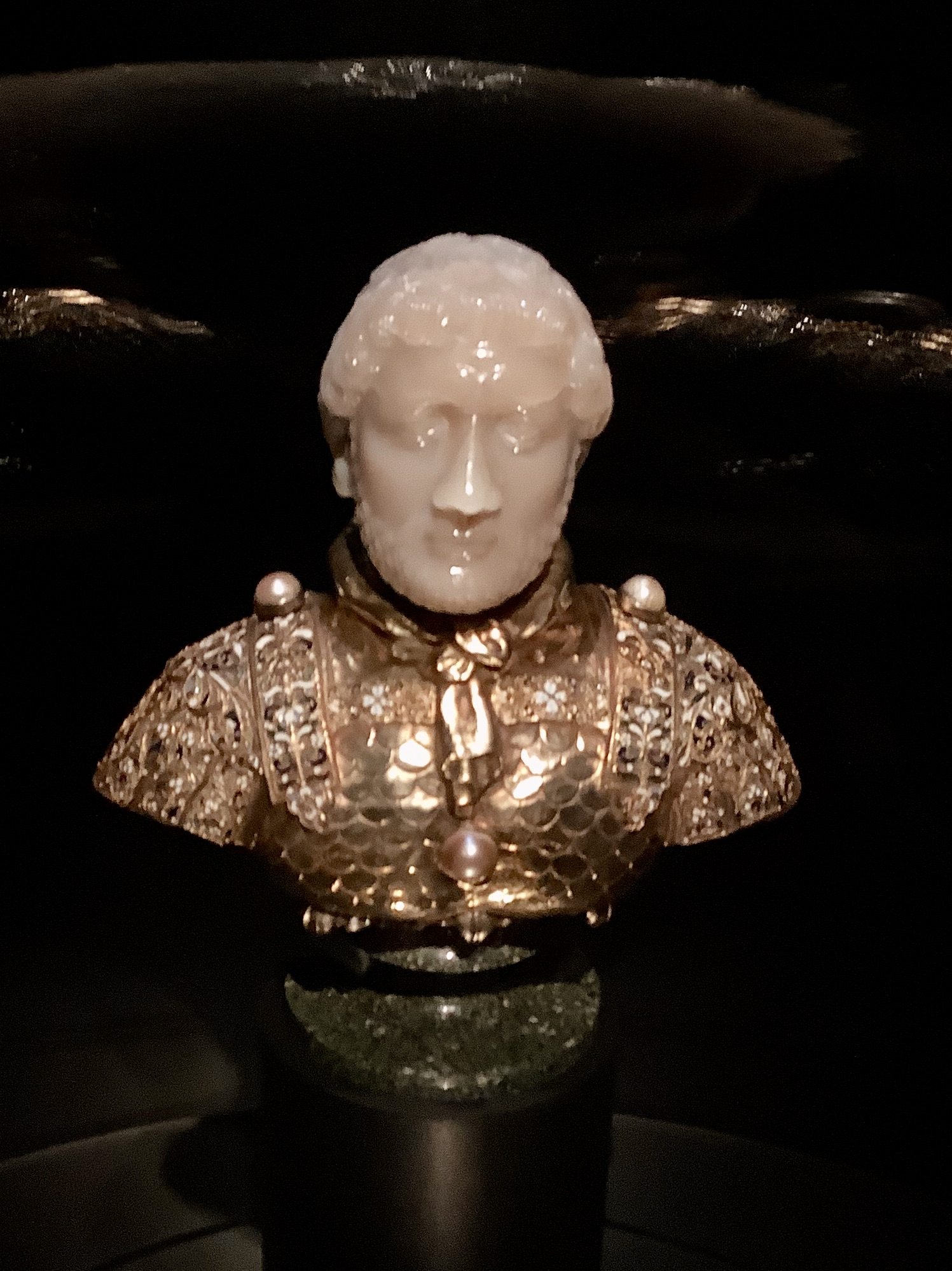
13 世紀哈德良皇帝半身像
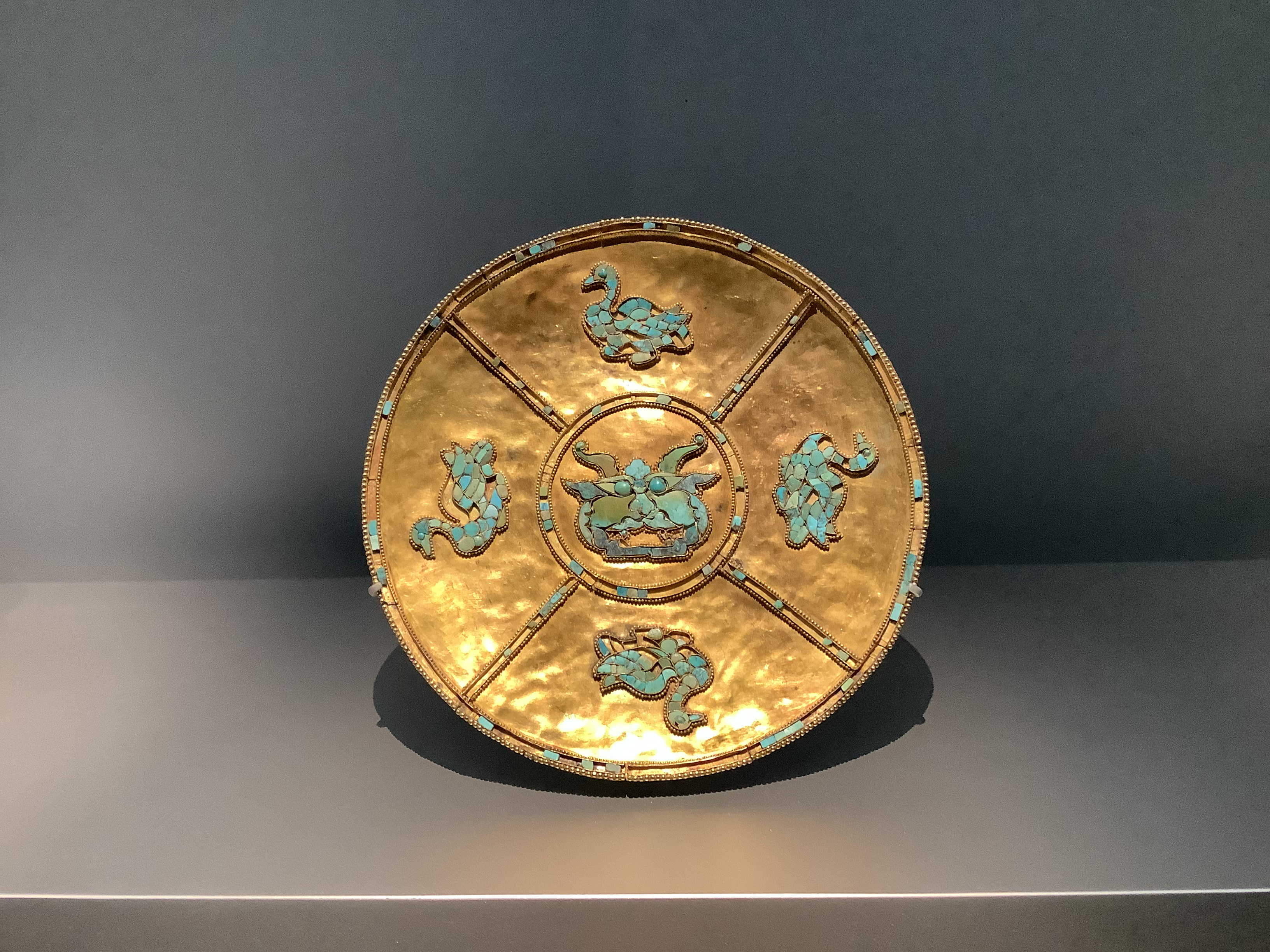
西藏文物；金製盤子鑲嵌綠松石
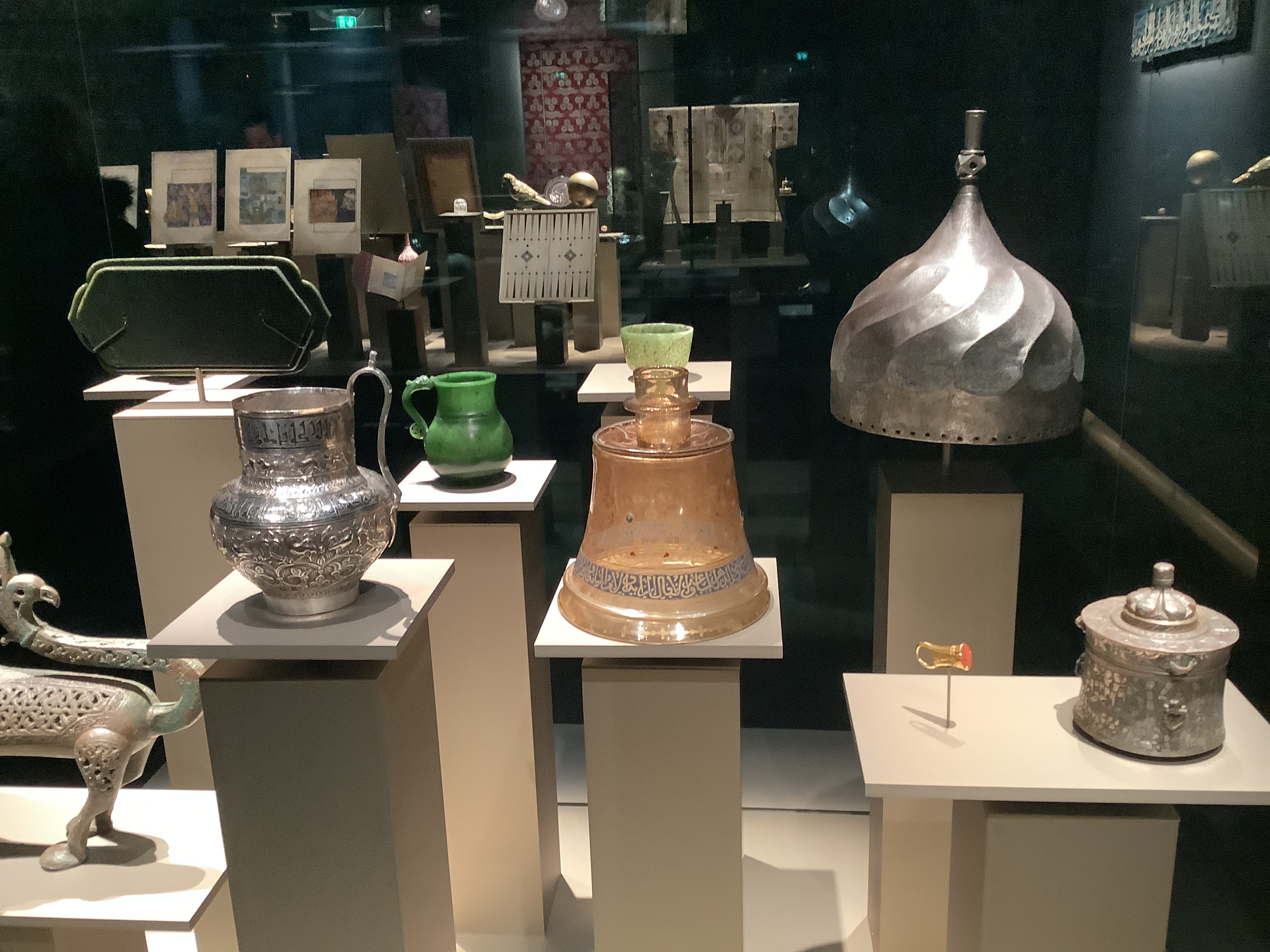
阿勒薩尼特展

## 相關連結
- 海軍府官方網站 （页面存档备份，存于）
- 阿勒薩尼精選文物展網站 （页面存档备份，存于）